# Verrucaria
Genre
Verrucaria est un genre de lichens de la famille des Verrucariaceae. 
Certains verrucaria peuvent mener une vie périodiquement subaquatique et sont classés parmi les lichens aquatiques
Selon Index Fungorum (15 novembre 2013) et MycoBank (15 novembre 2013), le nom de genre Verrucaria Schrad., 1794 est un nom conservé et le Verrucaria Scop., 1777 n’est pas valide (nom rejeté) et est remplacé par Dibaeis.

## Liste d'espèces
Selon Catalogue of Life (15 novembre 2013) :
- Verrucaria acrotella
- Verrucaria adelminienii
- Verrucaria aethiobola
- Verrucaria americana
- Verrucaria amnica
- Verrucaria anceps
- Verrucaria andesiatica
- Verrucaria aquatilis
- Verrucaria aranensis
- Verrucaria aspecta
- Verrucaria asperula
- Verrucaria aucklandica
- Verrucaria australiensis
- Verrucaria austroalpina
- Verrucaria beltraminiana
- Verrucaria bernaicensis
- Verrucaria bernardinensis
- Verrucaria botellispora
- Verrucaria bryoctona
- Verrucaria buelliicola
- Verrucaria bulgarica
- Verrucaria calkinsiana
- Verrucaria cetera
- Verrucaria ceuthocarpa
- Verrucaria coerulea
- Verrucaria compacta
- Verrucaria confluens
- Verrucaria conturmatula
- Verrucaria cootapatambensis
- Verrucaria corallensis
- Verrucaria dacryodes
- Verrucaria degelii
- Verrucaria denudata
- Verrucaria ditmarsica
- Verrucaria dolosa
- Verrucaria elaeina
- Verrucaria elaeomelaena
- Verrucaria endocarpoides
- Verrucaria erichsenii
- Verrucaria falcata
- Verrucaria finkiana
- Verrucaria floerkeana
- Verrucaria fortuita
- Verrucaria foveolata
- Verrucaria fraudulosa
- Verrucaria funckii
- Verrucaria furfuracea
- Verrucaria fusca
- Verrucaria fuscoatroides
- Verrucaria fusconigrescens
- Verrucaria glaucina
- Verrucaria halizoa
- Verrucaria hochstetteri
- Verrucaria howensis
- Verrucaria hydrela
- Verrucaria inconstans
- Verrucaria incrassata
- Verrucaria inficiens
- Verrucaria inornata
- Verrucaria inquilina
- Verrucaria internigrescens
- Verrucaria italica
- Verrucaria knowlesiae
- Verrucaria kootenaica
- Verrucaria macrostoma
- Verrucaria maculicarpa
- Verrucaria maculiformis
- Verrucaria madida
- Verrucaria margacea
- Verrucaria memnonia
- Verrucaria meridionalis
- Verrucaria microsporoides
- Verrucaria mimicrans
- Verrucaria mundula
- Verrucaria muralis
- Verrucaria murina
- Verrucaria navarrensis
- Verrucaria nigrescens
- Verrucaria nigrofusca
- Verrucaria olivacella
- Verrucaria onegensis
- Verrucaria papillosa
- Verrucaria perquisita
- Verrucaria phaeoderma
- Verrucaria phaeosperma
- Verrucaria pinguicula
- Verrucaria pluviosilvestris
- Verrucaria polysticta
- Verrucaria praetermissa
- Verrucaria prominula
- Verrucaria prosoplectenchymatica
- Verrucaria puncticulata
- Verrucaria quercina
- Verrucaria radiata
- Verrucaria rubrocincta
- Verrucaria ruderum
- Verrucaria rufofuscella
- Verrucaria rupicola
- Verrucaria sandstedei
- Verrucaria schindleri
- Verrucaria sessilis
- Verrucaria simplex
- Verrucaria solicola
- Verrucaria squamulosa
- Verrucaria subdiscreta
- Verrucaria subdivisa
- Verrucaria subfuscella
- Verrucaria sublobulata
- Verrucaria subtholocarpa
- Verrucaria tasmanica
- Verrucaria tectorum
- Verrucaria tholocarpa
- Verrucaria thujae
- Verrucaria trabicola
- Verrucaria tuberculiformis
- Verrucaria tuerkii
- Verrucaria turgida
- Verrucaria ulmi
- Verrucaria viridula
- Verrucaria weddellii
- Verrucaria xyloxena
- Verrucaria zamenhofiana

Selon Index Fungorum (15 novembre 2013) :
- Dibaeis absoluta (Tuck.) Kalb & Gierl 1993
- Dibaeis arcuata (Stirt.) Kalb & Gierl 1993
- Dibaeis baeomyces (L. f.) Rambold & Hertel 1993
- Dibaeis birmensis Kalb & Gierl 1993
- Dibaeis columbiana (Vain.) Kalb & Gierl 1993
- Dibaeis cretacea Elix & Kantvilas 1993
- Dibaeis globulifera Kalb & Gierl 1993
- Dibaeis holstii (Müll. Arg.) Kalb & Gierl 1993
- Dibaeis inaequalis Kalb & Gierl 1993
- Dibaeis pulogensis (Vain.) Kalb & Gierl 1993
- Dibaeis sorediata Kalb & Gierl 1993
- Dibaeis stipitata Kalb & Gierl 1993
- Dibaeis umbrelliformis Kalb & Gierl 1993
- Dibaeis weberi (J.W. Thomson) Kalb & Gierl 1993

Selon ITIS (15 novembre 2013) :
- Verrucaria striatula Wahlenb.

Selon NCBI (15 novembre 2013) :
- Verrucaria aethiobola
- Verrucaria andesiatica
- Verrucaria anziana
- Verrucaria aquatilis
- Verrucaria baldensis
- Verrucaria bryoctona
- Verrucaria caerulea
- Verrucaria ceuthocarpa
- Verrucaria chiloensis
- Verrucaria csernaensis
- Verrucaria cyanea
- Verrucaria degelii
- Verrucaria denudata
- Verrucaria deversa
- Verrucaria ditmarsica
- Verrucaria dolosa
- Verrucaria elaeina
- Verrucaria funckii
- Verrucaria fuscula
- Verrucaria halizoa
- Verrucaria hochstetteri
- Verrucaria hydrela
- Verrucaria irrubescentis
- Verrucaria latebrosa
- Verrucaria lecideoides
- Verrucaria macrostoma
- Verrucaria madida
- Verrucaria margacea
- Verrucaria marmorea
- Verrucaria muralis
- Verrucaria nigrescens
- Verrucaria pachyderma
- Verrucaria phloeophila
- Verrucaria polysticta
- Verrucaria praetermissa
- Verrucaria rupestris
- Verrucaria squamulosa
- Verrucaria subcrustosa
- Verrucaria subhydrela
- Verrucaria sublobulata
- Verrucaria submersella
- Verrucaria tavaresiae
- Verrucaria tristis
- Verrucaria viridigrana
- Verrucaria viridula
- Verrucaria weddellii
- Verrucula biatorinaria
- Verrucula granulosaria